# Арсеніо Еріко
Арсеніо Еріко (ісп. Arsenio Erico, нар. 30 березня 1915, Асунсьйон — пом. 23 липня 1977, Буенос-Айрес) — парагвайський футболіст, що грав на позиції нападника.
Більшу частину кар'єри провів у «Індепендьєнте» (Авельянеда), ставши легендою клубу. Один з найкращих нападників у світовому футболі в 1930-і і 1940-і роки. Найкращий парагвайський футболіст в історії за версією IFFHS. Такі видатні футболісти, як Альфредо Ді Стефано, Дельфін Бенітес Касерес, Леонідас да Сілва, Франсіско Варальйо називали Еріко одним з найвидатніших футболістів всіх часів і народів.

## Клубна кар'єра
Парагваєць Еріко, що мав італійське коріння по батьківській лінії, розпочав грати в футбол в команді коледжу «Салесьяно де Віста Алегре». У 11 років він перейшов в дитячу команду професійного клубу «Насьйональ», за який вже у віці 15 років дебютував в дорослому чемпіонаті Парагваю. Однак через два роки між Парагваєм і Болівією почалася Чакська війна. Оскільки Еріко виповнилося тільки 17 років і призову до армії він не підлягав, його в складі збірної Парагваю, яка виступала під прапором Червоного Хреста, відправили в тривалу поїздку по Уругваю та Аргентині. Кошти від проведених командою показових матчів повинні були надходити на користь парагвайських солдатів, поранених в війні. Під час благодійного турне, по ходу якого форвард забив у 26 зіграних матчах 56 м'ячів, на нього і звернули свою увагу керівники аргентинського «Індепендьєнте» (Авельянеда), які зуміли домовитися з міністерством оборони Парагваю про те, щоб юний талант на війну не призивався.

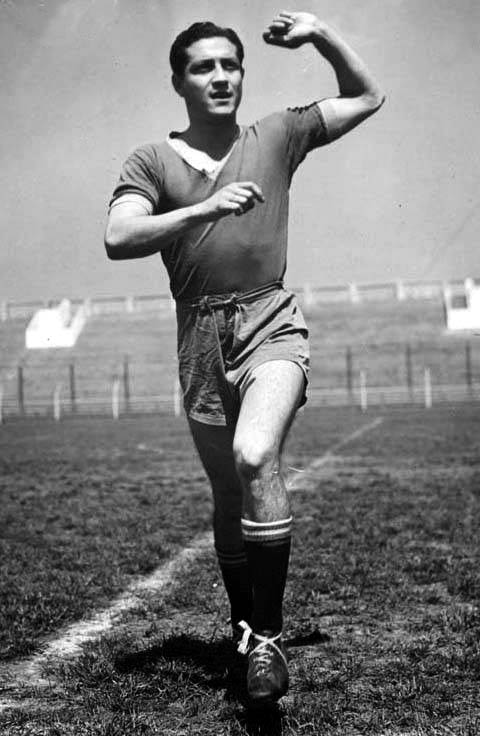
Арсеніо Еріко у 1940 році.

Арсеніо дебютував за «Індепендьєнте» 6 травня 1934 року в матчі проти «Бока Хуніорс», а в наступному матчі проти «Чакаріти» забив перший з 293 голів, які провів в чемпіонаті Аргентини. У своєму першому сезоні за «Індепендьєнте» він зіграв 21 матч і забив 12 м'ячів, у другому його результативність досягла 22 голів в 18 матчах. Проте, через те, що Арсеніо часто переслідували травми, він майже половину ігор пропускав.
Лише на четвертий рік перебування в «Індепендьєнте» Еріко зміг обійтись без травм, завдяки чому в 34 матчах він забив 47 м'ячів, тим самим встановивши рекорд чемпіонату Аргентини, який так і не був побитий. Причому в матчі проти «Кільмеса» він провів шість м'ячів («Індепендьєнте» переміг 7:1), ще в двох поєдинках — по п'ять.
У сезоні 1938 року Еріко зіграв 30 матчів і забив 43 голи. За однією з версій, один з торговців сигарами Буенос-Айреса пообіцяв виплатити футболісту солідну грошову премію саме за 43 голи, тому після того, як Еріко довів кількість проведених ним голів до цієї цифри, він перестав бити по чужих воротах, а надавав перевагу скидати м'яч партнерам по атаці, які також були надрезультативними. Трійка головних голеадорів клубу Вісенте де ла Мата — Арсеніо Еріко — Антоніо Састре забила в цілому 556 голів. 293 з них, або трохи більше половини, були на рахунку Еріко. Протягом 1938 і 1939 років «незалежні» двічі поспіль ставали чемпіонами Аргентини. Вони провели 66 матчів, 52 з яких виграли, п'ять звели до нічиєї і дев'ять програли. Це дало підставу футбольним експертам поставити «Індепендьєнте» зразка тих років в список найсильніших команд в історії світового футболу.
У 1942 році у Еріко виникли розбіжності з новими керівниками «Індепендьєнте», і він повернувся в «Насьйональ», завоювавши з ним титул чемпіона Парагваю. У свою чергу інший аргентинський клуб «Сан-Лоренсо» запропонував «незалежним» за форварда 100 тис. песо. Однак вболівальники «Індепендьєнте» виступили проти угоди, і незабаром Арсеніо запропонували підписати новий контракт. Так в 1943 році він знову опинився в таборі «незалежних» і виступав за них протягом ще трьох сезонів, поки у нього не з'явилися серйозні проблеми з менісками.

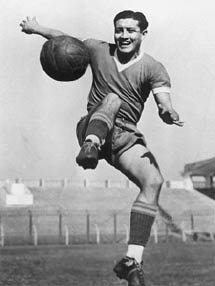
Арсеніо Еріко під час виступів за «Індепендьєнте».

Протягом 1946—1947 років захищав кольори «Уракана», де він зіграв лише 7 ігор, дуже швидко зрозумівши, що здоров'я не дозволяє йому грати на колишньому рівні, після чого поїхав в Парагвай.
Завершив професійну ігрову кар'єру у рідному «Насьйоналі», куди повернувся 1947 року і захищав його кольори до припинення виступів у 1949 році.

## Виступи за збірну
1933 року дебютував в офіційних матчах у складі національної збірної Парагваю. Протягом кар'єри у національній команді, яка тривала усього 2 роки, провів у формі головної команди країни 26 матчів, забивши 56 голів.
Перед чемпіонатом світу 1938 року Еріко запропонували 250 тис. песо, щоб він погодився грати за аргентинську збірну. Це була величезна на той час сума, еквівалентна вартості 50 автомобілів найновіших моделей, але Арсеніо відкинув пропозицію, залишившись вірним своїй батьківщині.

## Подальше життя
Після відходу з футболу, Еріко вирішив жити в Аргентині, хоча він відвідував Парагвай. Також недовго працював тренером у клубах «Насьйональ» та «Соль де Америка».
У 1960 році одружився з Аурелією Бланко, але дітей у подружжя не було.
У 1977 році його ліва нога була ампутована через гангрену і незабаром, 23 липня 1977 року, Арсеніо помер від серцевого нападу на 63-му році життя у місті Буенос-Айрес. Був похований на кладовищі Морон в Великому Буенос-Айресі, а «Індепендьєнте» оплатили всі витрати на поховання.
У лютому 2010 року тіло футболіста буле перевезене до Парагваю.

## Опис гри
Стиль гри Еріко був неповторний. Арсеніо володів фантастичним стрибком, часом злітав вище рук голкіпера і головою відправляв м'яч у сітку. При цьому він не просто вистрибував вгору і завдавав удару, а завдяки відмінній пластиці підлаштовувався під будь-яку передачу і намагався з самого незручного положення направити м'яч точно в ціль. Протягом кар'єри був удостоєний низки прізвиськ, зокпема «Гумова Людина», «Золотий Парагваєць», «Людина-Верба», «Маг», «Льотчик», «Повітряний Диявол», «Король Голу», «Містер Гол», «Віртуоз», «Напівбог», «Людина-Пластика», «Червоний стрибун» та ін..

## Статистика виступів

### Статистика клубних виступів

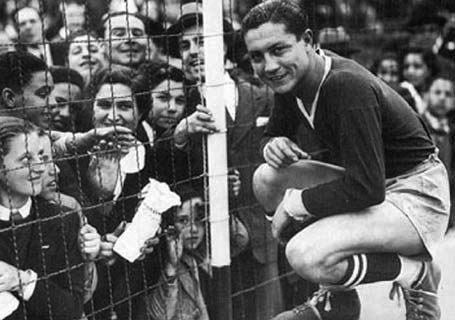
Арсеніо Еріко з фанатами «Індепендьєнте». 1939 рік.

| Сезон   | Ігор | Голів | Команда         |
| ------- | ---- | ----- | --------------- |
| 1932–33 | 14   | 17    | «Насьйональ»    |
| 1934    | 21   | 12    | «Індепендьєнте» |
| 1935    | 18   | 22    | «Індепендьєнте» |
| 1936    | 26   | 21    | «Індепендьєнте» |
| 1937    | 34   | 47    | «Індепендьєнте» |
| 1938    | 30   | 43    | «Індепендьєнте» |
| 1939    | 32   | 40    | «Індепендьєнте» |
| 1940    | 30   | 29    | «Індепендьєнте» |
| 1941    | 27   | 26    | «Індепендьєнте» |
| 1942    | 3    | 0     | «Індепендьєнте» |
| 1943    | 29   | 17    | «Індепендьєнте» |
| 1944    | 26   | 12    | «Індепендьєнте» |
| 1945    | 30   | 20    | «Індепендьєнте» |
| 1946    | 19   | 4     | «Індепендьєнте» |
| 1947    | 7    | 0     | «Уракан»        |
| 1948–49 | 26   | 21    | «Насьйональ»    |
| Усього  | 372  | 331   | -               |

## Досягнення
- Чемпіон Аргентини: 1938, 1939, 1942
- Чемпіон Парагваю: 1942
- Найкращий бомбардир чемпіонату Аргентини: 1937 (47 голів), 1938 (43 голи), 1939 (40 голів)